# Ouragan Tammy (2023)
Pour les articles homonymes, voir Cyclone tropical Tammy.
L’ouragan Tammy est le 20e système tropical, mais seulement le 19e nommé, et le 7e ouragan de la saison 2023 dans l'océan Atlantique nord. Il provient d'une onde tropicale qui a émergé au large de l'Afrique de l'ouest au sud des îles du Cap-Vert le 11 octobre. Traversant l'Atlantique tropical, elle est devenue une tempête tropicale au large des Petites Antilles le 18 octobre 2023. Le système a persisté, grâce à la température très chaudes de la mer malgré des conditions plus ou moins défavorables de cisaillement des vents, et est devenu un ouragan de catégorie 1 dans l'échelle de Saffir-Simpson le 20 octobre au nord-est de la Barbade. Longeant ensuite lentement l'arc antillais, il a touché La Désirade et Barbuda le lendemain. L'ouragan s'est ensuite éloigné des îles du Vent, se dirigeant d'abord  vers le nord-ouest puis le nord et le nord-est, atteignant brièvement la catégorie 2 de l'échelle de Saffir-Simpson avant de devenir post-tropical loin au large des Bermudes.
Tammy a causé des inondations et des dégâts par le vent dans les îles du Vent, en particulier en Guadeloupe et à Antigua-et-Barbuda, sans causer de pertes de vie. C'était le deuxième système à frapper ces îles en octobre, environ deux semaines après la tempête tropicale Philippe.

## Évolution météorologique

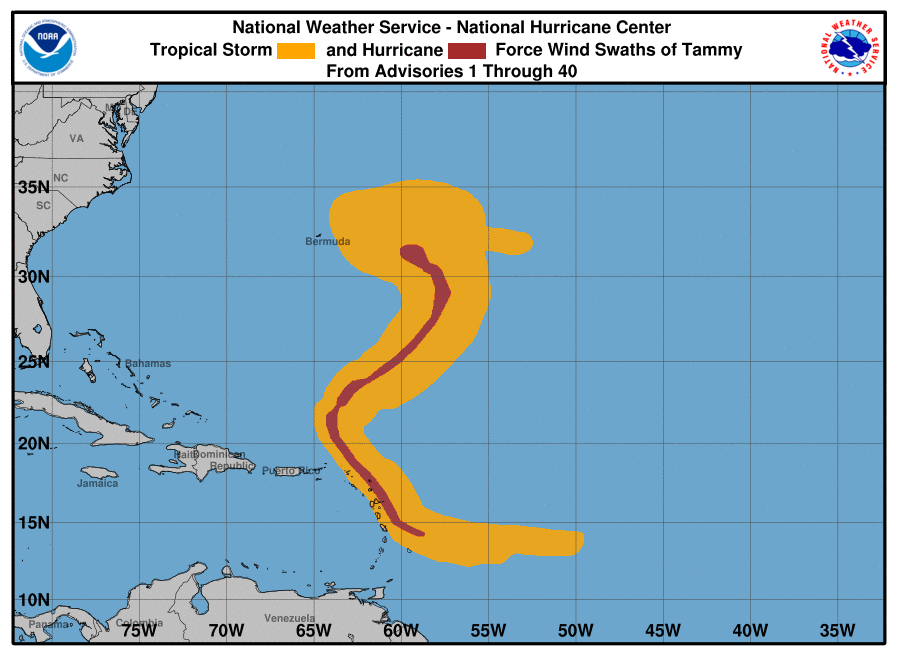
Corridor de vent avec l'ouragan Tammy. Force de tempête en orange et force d'ouragan en rouge.

Le NHC a commencé à suivre une onde tropicale sortie de la côte africaine le 11 octobre. Elle s'est dirigée vers l'ouest, passant bien au sud des îles du Cap-Vert tout en s'organisant. À 21 h UTC le 18, le système a été déclaré tempête tropicale Tammy à environ 1 000 km à l'est des Petites Antilles, les îles de la Barbade à la Guadeloupe étant mis en veille cyclonique par le NHC. Le même jour la Guadeloupe est placée en « vigilance jaune cyclone » par Météo-France. Le 19 octobre, la veille a rapidement été allongée jusqu'aux îles Vierges, puis rehaussée à veille d'ouragan pour certaines îles, dont la Guadeloupe qui a été mise en « vigilance orange cyclone » par Météo-France.
Le 20 octobre à 15 h UTC, à la suite du rapport d'un avion de reconnaissance et des images du radar météorologique de la Barbade, le NHC a déclaré que Tammy était devenu un ouragan de catégorie 1 à 265 km à l'est-sud-est de la Martinique, transformant les veilles d'ouragans en avertissement pour les îles de la Guadeloupe et au nord. Durant la nuit suivante et le matin du 21, le centre de Tammy est passé lentement juste au large de la Martinique et de la Dominique, ses nuages et ses vents les plus forts étant plutôt du côté est à cause du cisaillement des vents en altitude. En même temps, la Guadeloupe a été placée en « vigilance violet », et la population invitée à rester à la maison, alors que Saint-Martin et Saint-Barthélémy sont mis en « alerte orange ». En mi-journée, l'ouragan est passé sur La Désirade et en soirée sur Barbuda,.
Le 22 octobre au matin, Tammy a quitté les îles les plus au nord des îles du Vent. Cependant, il a trainé derrière lui une bande d'averses et d'orages qui ont donné de fortes pluies sur l'arc antillais. En fin d'après-midi le 23, l'ouragan était à 1 115 km au sud du des Bermudes et sa trajectoire tournait lentement vers le nord-est. Le lendemain, au-dessus d'eaux chaude et malgré le cisaillement des vents, Tammy a commencé à se renforcer.
Tôt le matin du 25 octobre, les photos satellitaires ont montré qu'il était devenu un ouragan de catégorie 2, à 870 km au sud-sud-est est de Bermudes, mais qu'un creux frontal s'en approchait depuis le nord-ouest. Comme l'ouragan s'est renforcé en s'éloignant, la houle cyclonique a persisté et causé localement un courant d'arrachement le long de la côte atlantique des Antilles et des Bermudes. Le cisaillement du creux frontal a retourné Tammy à la catégorie 1 en soirée et débuté une transition post-tropicale. L'ouragan est devenu un cyclone post-tropical de même intensité la nuit du 25 au 26 octobre à 640 km à l'est des Bermudes. Le NHC a alors cessé ses bulletins réguliers mais a gardé un œil sur le système qui pouvait, selon les modèles de prévision numérique du temps, redevenir tropical une fois le front passé.
Tôt le matin du 27 octobre, l'ex-Tammy s'est approché à environ 300 km des Bermudes nécessitant un avertissement de vent émis par le Service météorologique des Bermudes. À 15 h UTC, Tammy s'est détaché du front et l'imagerie satellite montrait que la convection s'est développée  autour du centre dans des bandes orageuses. Le NHC a alors déclaré que Tammy était redevenu une tempête tropicale. Sous un fort cisaillement de l'ouest, la tempête tropicale s'est ensuite éloignée vers l'est tout en faiblissant. Finalement à 9 h UTC le 29 octobre, le système était tellement détérioré que le NHC a redéclaré le système post-tropical à plus de 1 000 km à l'est des Bermudes. Ce système extratropical a fait une boucle dans le sens des aiguilles d'une montre avant de se dissiper le 1er novembre au milieu de l'Atlantique.

## Conséquences

### Antilles
Avant l'arrivée de Tammy en Guadeloupe, les autorités émettent une vigilance violet, les écoles sont fermées et les déplacements interdits. On a mobilisé 600 gendarmes, 200 pompiers et une centaine de policiers. Après son passage, la vigilance est passée à rouge. Des avertissements d'ouragan ont aussi été émis pour Antigua-et-Barbuda, Montserrat, Saint-Christophe-et-Niévès, Anguilla, Saint-Martin et Saint-Barthélemy. Les quantités de pluie sur les îles ont été entre 100 et 200 mm et l'onde de tempête étaient comprises entre 0,30 et 0,91 m.
Les fortes vagues et la pluie ont continué d'affecter les îles les plus au nord le 23 octobre et les autorités du territoire caribéen néerlandais de Saint-Martin ont maintenu les écoles fermées.

#### Guadeloupe et Dominique
Bien que Tammy soit passée juste à l'est de la Dominique et des îles principales de la Guadeloupe, les observations en surface indiquent que les vents n'ont pas été très élevé à ces endroits car le rayon de vents d'ouragan était à peine de 35 km. Par contre, La Désirade a été touchée directement par l’ouragan et les plus fortes rafales y ont été estimées à près de 150 km/h. L'île a perdu le courant électrique, plusieurs arbres ont été déracinés, des panneaux de signalisation et des poteaux électriques ont été emportés ou cassés. Le réseau téléphonique a aussi été mis hors service. Ces débris d'arbres, de fils électriques et de toitures ont jonché l'île. D'après le maire de La Désirade, jusqu'à 80 % de l'île avait été privé d'électricité, au plus fort du phénomène.
Cependant, la pluie après le passage de Tammy en Guadeloupe a causé des inondations en plusieurs points de l’archipel et plusieurs portions de route sont bloquées. Selon Météo-France, il est tombé 94 mm de pluie à Saint-Claude et Vieux-Habitants, 83 mm à Capesterre-Belle-Eau, et 78 mm à Sainte-Anne et Petit-Bourg.
Les cours d’eau du Sud Basse-Terre ont débordé, notamment la Grande Ravine au Gosier, à Baie-Mahault et à Sainte-Marie de Capesterre-Belle-Eau; la Grande Rivière à Goyaves et la Géry à Vieux-Habitants, ainsi qu'au niveau de l’embarcadère de Trois-Rivières, de Baillif, de Vieux-Fort, ou encore de la rivière Sens à Gourbeyre. Presque toutes les usines de traitement de l'eau potable sont hors-circuit, notamment celles de la Basse-Terre, et des coupures d'électricité localisées ont aussi été rapportées. Un glissement de terrain dans la commune de Saint-Claude, en Basse-Terre a emporté des voitures dans une chute de 30 mètres et les a ensevelies. Les dégâts matériels sont importants en Guadeloupe et le gouvernement a reconnu l'état de catastrophe naturelle, mais aucune victime n'est à déplorer.
A la Dominique, de fortes pluies ont été signalées, causant quelques glissements de terrain.

#### Antigua-et-Barbuda
Selon le service météorologique d'Antigua-et-Barbuda, les vents maximums soutenus ont atteint 145 km/h sur Barbuda. Il s'agissait de la seconde frappe de l'ile de la saison après la tempête tropicale Philippe deux semaines auparavant. Le bris des lignes électriques y a causé une panne électrique sur toute l'île mais les dommages y ont été cependant minimes ne faisant aucun dégât majeur aux infrastructures. Au moins deux familles ont dû être évacuées par une équipe de secours selon la coordinatrice des catastrophes de Barbuda. Antigua s’en est sorti avec seulement quelques branches et lignes électriques cassées.

### Bermudes
Des rafales à 65 km/h ont été signalées sans causer de dommages, seulement une mer agitée.